# Real Live
Real Live är ett livealbum av Bob Dylan, utgivet i december 1984. Det spelades in under Dylans Europaturné under sommaren samma år.
Utöver Bob Dylan medverkar bland andra musikerna Mick Taylor, tidigare i The Rolling Stones, och Ian McLagen, tidigare i Faces. Dessutom gör Carlos Santana ett gästframträdande på "Tombstone Blues".
Försäljningsmässigt blev albumet något av en besvikelse. Det nådde plats 115 på albumlistan i USA och plats 54 i Storbritannien, Dylans sämsta resultat på listorna dittills.

## Låtlista
Låtarna skrivna av Bob Dylan.
1. "Highway 61 Revisited" - 5:11
2. "Maggie's Farm" - 4:54
3. "I and I" - 6:04
4. "License to Kill" - 3:46
5. "It Ain't Me, Babe" - 5:25
6. "Tangled Up In Blue" - 7:02
7. "Masters of War" - 6:34
8. "Ballad of a Thin Man" - 4:17
9. "Girl from the North Country" - 4:28
10. "Tombstone Blues" - 4:34

## Medverkande
- Bob Dylan - gitarr, munspel, keyboard, sång
- Colin Allen - trummor
- Ian McLagan - keyboard
- Carlos Santana - gitarr på "Tombstone Blues"
- Greg Sutton - bas
- Mick Taylor - gitarr